# John-Michael Liles
John-Michael Liles (* 25. listopadu 1980, Indianapolis, Indiana) je bývalý americký profesionální lední hokejista, který v severoamerické NHL odehrál přes 800 zápasů, většinu za Colorado Avalanche.

## Kariéra

### Amatér
Liles se narodil v Indianapolis v Indianě a vyrůstal v Zionsville v Indianě. Před nástupem na Culver Military Academy v Culveru hrál hokej v nedalekém Carmelu. V roce 1994 hrál na Quebec International Pee-Wee Hockey Tournament s menším týmem ledního hokeje z Indianapolis.
V Culveru se věnoval lednímu hokeji a golfu. V hokeji byl MVP univerzitního „B“ týmu. Jako druhák hrál také v týmu Varsity „A“. 

### Michigan state Spartans
V roce 1999 začal hrát univerzitní hokej na Michiganské univerzitě, kde hrál za Michigan state Spartans. V Michiganu byl nejlepším hráčem týmu a po sezóně 2002-2003 byl nominován na cenu pro nejlepšího hráče univerzitního hokeje v USA - Hobey Baker Memorial Award, kterou ale nezískal.

### Colorado Avalanche
V roce 2000 byl draftován v 5. kole (159. celkově) Coloradem Avalanche. Colorado Avalanche ho chtělo vyzkoušet už v sezóně 2002-2003, ale po pěti zápasech ve farmářském týmu Hershey Bears, hrajícím v AHL, byl poslán zpět na univerzitu. Zato v sezóně 2003-2004 se v NHL už prosadil naplno a dokonce byl zvolen do All-Rookie Týmu (sestavy nejlepších nováčků sezóny NHL).
V další sezóně byla výluka NHL zapříčiněná stávkou hokejistů NHL. V této sezóně odešel hrát do německé ligy DEL za Iserlohn Roosters, kde hrál, ale pouze v 17 zápasech.
Následovala zatím jeho nejvydařenější sezóna v NHL, 2005-2006, kde se zařadil mezi nejofenzivnější obránce NHL, když si připsal v 82 zápasech 49 kanadských bodů za 14 gólů a 35 asistencí. V Coloradu vydržel až do konce sezony 2010/11, celkem za Avalanche odehrál 559 zápasů.

### Toronto Maple Leafs
24. června 2011 byl vyměněn do Toronta aby o půl roku později prodloužil smlouvu o další čtyři roky. Za Toronto stihl odehrát 104 utkání ve kterých vstřelil devět branek a na dalších 29 přihrál. Nastupoval také za rezervní tým Maple Leafs.

### Carolina Hurricanes
Dne 1. ledna 2014 byl těsně před začátkem venkovního zápasu s Detroit Red Wings vyměněn společně s Dennisem Robertsonem za obránce Tima Gleasona do týmu Carolina Hurricanes.

## Reprezentační kariéra
John-Michael také reprezentoval USA na významných turnajích.V roce 2006 hrál za Americký národní tým na olympijských hrách v Turíně, kde, ale skončily USA až na 8. místě po vyřazení od Finska ve čtvrtfinále poměrem branek 3:4. V roce 2004 hrál na Světovém poháru, kde skončil s týmem USA na 4. místě, protože sice porazili Rusko ve čtvrtfinále 5:3, ale v semifinále prohráli s Finskem 1:2 a v boji o 3. místo prohráli s Českou republikou 3:4 v prodloužení.A reprezentoval také na dvou mistrovstvích světa - 2005 v Rakousku (6. místo - prohra ve čtvrtfinále s Českou republikou 2:3 po samostatných nájezdech) a 2009 ve Švýcarsku (4. místo - výhra ve čtvrtfinále s Finskem 3:2, v semifinále porážka od Ruska 2:3 a porážka v boji o 3. místo od Švédska 2:4).

## Úspěchy a trofeje

### Individuální trofeje
- 2001-2002: 1. All-Star tým CCHA
- 2001-2002: Nejlepší ofenzivní obránce CCHA
- 2001-2002: 2. All-American tým NCAA West
- 2002-2003: 1. All-Star tým CCHA
- 2002-2003: Nejlepší ofenzivní obránce CCHA
- 2002-2003: 1. All-American tým NCAA West
- 2003-2004: NHL All-Rookie Team

## Klubové statistiky
| Sezona                 | Klub                    | Soutěž     | Základní část | Základní část | Základní část | Základní část | Základní část | Play off | Play off | Play off | Play off | Play off |
| Sezona                 | Klub                    | Soutěž     | Z             | G             | A             | B             | TM            | Z        | G        | A        | B        | TM       |
| ---------------------- | ----------------------- | ---------- | ------------- | ------------- | ------------- | ------------- | ------------- | -------- | -------- | -------- | -------- | -------- |
| 1999–00                | Michigan State Spartans | CCHA       | 40            | 8             | 20            | 28            | 26            | —        | —        | —        | —        | —        |
| 2000–01                | Michigan State Spartans | CCHA       | 42            | 7             | 18            | 25            | 28            | —        | —        | —        | —        | —        |
| 2001–02                | Michigan State Spartans | CCHA       | 41            | 13            | 22            | 35            | 18            | —        | —        | —        | —        | —        |
| 2002–03                | Michigan State Spartans | CCHA       | 39            | 16            | 34            | 50            | 46            | —        | —        | —        | —        | —        |
| 2002–03                | Hershey Bears           | AHL        | 5             | 0             | 1             | 1             | 4             | 5        | 0        | 0        | 0        | 2        |
| 2003–04                | Colorado Avalanche      | NHL        | 79            | 10            | 24            | 34            | 28            | 11       | 0        | 1        | 1        | 4        |
| 2004–05                | Iserlohn Roosters       | DEL        | 17            | 5             | 6             | 11            | 24            | —        | —        | —        | —        | —        |
| 2005–06                | Colorado Avalanche      | NHL        | 82            | 14            | 35            | 49            | 44            | 9        | 1        | 2        | 3        | 6        |
| 2006–07                | Colorado Avalanche      | NHL        | 71            | 14            | 30            | 44            | 44            | —        | —        | —        | —        | —        |
| 2007–08                | Colorado Avalanche      | NHL        | 81            | 6             | 26            | 32            | 26            | 10       | 2        | 3        | 5        | 2        |
| 2008–09                | Colorado Avalanche      | NHL        | 75            | 12            | 27            | 39            | 31            | —        | —        | —        | —        | —        |
| 2009–10                | Colorado Avalanche      | NHL        | 59            | 6             | 25            | 31            | 30            | 6        | 1        | 1        | 2        | 4        |
| 2010–11                | Colorado Avalanche      | NHL        | 76            | 6             | 40            | 46            | 35            | —        | —        | —        | —        | —        |
| 2011–12                | Toronto Maple Leafs     | NHL        | 66            | 7             | 20            | 27            | 20            | —        | —        | —        | —        | —        |
| 2012–13                | Toronto Maple Leafs     | NHL        | 32            | 2             | 9             | 11            | 4             | 4        | 0        | 0        | 0        | 2        |
| 2013–14                | Toronto Maple Leafs     | NHL        | 6             | 0             | 0             | 0             | 0             | —        | —        | —        | —        | —        |
| 2013–14                | Toronto Marlies         | AHL        | 16            | 3             | 10            | 13            | 14            | —        | —        | —        | —        | —        |
| 2013–14                | Carolina Hurricanes     | NHL        | 35            | 2             | 7             | 9             | 8             | —        | —        | —        | —        | —        |
| 2014–15                | Carolina Hurricanes     | NHL        | 57            | 2             | 20            | 22            | 14            | —        | —        | —        | —        | —        |
| 2015–16                | Carolina Hurricanes     | NHL        | 64            | 6             | 9             | 15            | 16            | —        | —        | —        | —        | —        |
| 2015–16                | Boston Bruins           | NHL        | 17            | 0             | 6             | 6             | 2             | —        | —        | —        | —        | —        |
| 2016–17                | Boston Bruins           | NHL        | 36            | 0             | 5             | 5             | 4             | 6        | 0        | 2        | 2        | 0        |
| AHL celkem             | AHL celkem              | AHL celkem | 21            | 3             | 11            | 14            | 18            | 5        | 0        | 0        | 0        | 2        |
| NHL celkem             | NHL celkem              | NHL celkem | 836           | 87            | 283           | 370           | 286           | 46       | 4        | 9        | 13       | 18       |
| Konec hokejové kariéry |                         |            |               |               |               |               |               |          |          |          |          |          |

### Reprezentační statistiky
| 2004                          | USA                           | SP                            | 2  | 0 | 0  | 0  | 0 |
| 2005                          | USA                           | MS                            | 7  | 0 | 0  | 0  | 0 |
| 2006                          | USA                           | ZOH                           | 6  | 0 | 2  | 2  | 2 |
| 2009                          | USA                           | MS                            | 9  | 1 | 8  | 9  | 2 |
| Seniorská reprezentace celkem | Seniorská reprezentace celkem | Seniorská reprezentace celkem | 24 | 1 | 10 | 11 | 4 |